# Mạc trên gai
Mạc trên gai (tiếng Anh: fascia supraspinous) là một mạc bao quanh cơ trên gai; mạc gắn với mặt sâu một số sợi cơ.
Mạc dày ở mặt trong, mỏng hơn ở dưới dây chằng mỏm cùng vai quạ.